# Élections législatives de 1906 en Dordogne
Les élections législatives en Dordogne, ont lieu les dimanches 6 mai 1906 et 20 mai 1906.
Elles ont pour but d'élire les 7 députés représentant le département à la Chambre des députés pour un mandat de quatre années.

## Mode de scrutin
L'élection se fait au scrutin d'arrondissement, soit un mode uninominal majoritaire à deux tours.
La circonscription pour l'élection est l'arrondissement.
Le scrutin est individuel, chaque arrondissement élisant un député.
Les arrondissements qui ont plus de cent mille habitants sont divisés. Dans ce cas on élit un député par circonscription électorale.
L'article 18 précise qu'il faut réunir pour être élu au premier tour :
1. La majorité absolue des suffrages exprimés ;
2. Un nombre de suffrages égal au quart des électeurs inscrits.

Au deuxième tour la majorité relative suffit. En cas d'égalité c'est le plus âgé qui est élu.

## Résultats par arrondissement

### Arrondissement de Bergerac

#### 1recirconscription
- Elle regroupe les cantons du sud de l'arrondissement, soit ceux de Bergerac, Sigoulès, Eymet, Issigeac, Beaumont, Cadouin et de Monpazier, au sud-ouest du département.

|                | Ferdinand de La Batut * | Rép G          | 9 246  | 56,20  |  |  |
|                | Adrien Beauchamps       | Libéral        | 7 211  | 43,83  |  |  |
|                |                         |                |        |        |  |  |
| Inscrits       | Inscrits                | Inscrits       | 20 751 | 100,00 |  |  |
| Votants        | Votants                 | Votants        | 16 620 | 80,09  |  |  |
| Blancs et nuls | Blancs et nuls          | Blancs et nuls | 163    | 0,98   |  |  |
| Exprimés       | Exprimés                | Exprimés       | 16 452 | 99,02  |  |  |

*sortant

#### 2ecirconscription
- Elle regroupe les cantons du nord de l'arrondissement, soit ceux de Villefranche-de-Lonchat, Vélines, La Force, Villamblard, Lalinde et de Sainte-Alvère, au sud-ouest du département.

|                | Clément Clament * | Rép G          | 7 462  | 56,79  |  |  |
|                | Pasquet           | Nationaliste   | 5 560  | 42,31  |  |  |
|                | Bramerie          | SFIO           | 95     | 0,72   |  |  |
|                |                   |                |        |        |  |  |
| Inscrits       | Inscrits          | Inscrits       | 15 879 | 100,00 |  |  |
| Votants        | Votants           | Votants        | 13 334 | 83,97  |  |  |
| Blancs et nuls | Blancs et nuls    | Blancs et nuls | 217    | 1,63   |  |  |
| Exprimés       | Exprimés          | Exprimés       | 13 140 | 98,37  |  |  |

*sortant

### Arrondissement de Nontron
- Elle regroupe tous les cantons de l'arrondissement, au nord du département.

|                | Léon Sireyjol * | Rad ind        | 12 260 | 57,28  |  |  |
|                | Albert Theulier | Rad ind        | 9 089  | 42,46  |  |  |
|                | Cellerier       | SFIO           | 48     | 0,22   |  |  |
|                |                 |                |        |        |  |  |
| Inscrits       | Inscrits        | Inscrits       | 25 635 | 100,00 |  |  |
| Votants        | Votants         | Votants        | 21 606 | 84,28  |  |  |
| Blancs et nuls | Blancs et nuls  | Blancs et nuls | 210    | 0,93   |  |  |
| Exprimés       | Exprimés        | Exprimés       | 21 405 | 99,07  |  |  |

*sortant

### Arrondissement de Périgueux

#### 1recirconscription
- Elle regroupe les cantons de l'ouest de l'arrondissement, soit ceux de Périgueux, Brantôme, Saint-Astier et de Vergt, au centre du département.

|                | Georges Saumande * | Rép G          | 7 821  | 50,70  |  |  |
|                | Demoures           | Libéral        | 6 584  | 42,68  |  |  |
|                | Paul Faure         | SFIO           | 1 063  | 6,89   |  |  |
|                |                    |                |        |        |  |  |
| Inscrits       | Inscrits           | Inscrits       | 19 400 | 100,00 |  |  |
| Votants        | Votants            | Votants        | 15 572 | 80,27  |  |  |
| Blancs et nuls | Blancs et nuls     | Blancs et nuls | 151    | 0,97   |  |  |
| Exprimés       | Exprimés           | Exprimés       | 15 426 | 99,03  |  |  |

*sortant

#### 2ecirconscription
- Elle regroupe les cantons de l'est de l'arrondissement, soit ceux de Saint-Pierre-de-Chignac, Savignac, Thenon, Hautefort et d'Excideuil, au centre-est du département.

- Firmin Faure est député sortant du département de la Seine.

|                | Henri Chavoix * | Rép G          | 7 910  | 59,13  |  |  |
|                | Firmin Faure    | Nationaliste   | 5 417  | 40,49  |  |  |
|                | Delprat         | SFIO           | 27     | 0,20   |  |  |
|                | Eymery          |                | 23     | 0,17   |  |  |
|                |                 |                |        |        |  |  |
| Inscrits       | Inscrits        | Inscrits       | 16 305 | 100,00 |  |  |
| Votants        | Votants         | Votants        | 13 610 | 83,47  |  |  |
| Blancs et nuls | Blancs et nuls  | Blancs et nuls | 232    | 1,71   |  |  |
| Exprimés       | Exprimés        | Exprimés       | 13 378 | 98,29  |  |  |

*sortant

### Arrondissement de Ribérac
- Elle regroupe tous les cantons de l'arrondissement, à l'ouest du département.

| Candidats      | Candidats         | Étiquette      | Premier tour | Premier tour |
| Candidats      | Candidats         | Étiquette      | Voix         | %            |
| -------------- | ----------------- | -------------- | ------------ | ------------ |
|                | Paul Pourteyron * | Rép G          | 9 491        | 55,31        |
|                | Vital Mareille    | Libéral        | 7 503        | 43,73        |
|                | Ed. Beylot        | SFIO           | 165          | 0,96         |
|                |                   |                |              |              |
| Inscrits       | Inscrits          | Inscrits       | 20 931       | 100,00       |
| Votants        | Votants           | Votants        | 17 453       | 83,38        |
| Blancs et nuls | Blancs et nuls    | Blancs et nuls | 294          | 1,69         |
| Exprimés       | Exprimés          | Exprimés       | 17 159       | 98,31        |

*sortant

### Arrondissement de Sarlat
- Elle regroupe tous les cantons de l'arrondissement, au sud-est du département.

- Jean de Molènes et Martin ne se représente pas au scrutin de ballottage.

| Candidats      | Candidats         | Étiquette      | Premier tour | Premier tour | Ballottage | Ballottage |
| Candidats      | Candidats         | Étiquette      | Voix         | %            | Voix       | %          |
| -------------- | ----------------- | -------------- | ------------ | ------------ | ---------- | ---------- |
|                | Pierre Sarrazin * | Rad ind        | 12 312       | 47,16        | 15 707     | 80,71      |
|                | Jean de Molènes   | Rép G          | 12 080       | 46,08        | 3 561      | 18,30      |
|                | Martin            | Rad-soc        | 1 503        | 5,76         | 128        | 0,66       |
|                | Clément Michel    | SFIO           | 261          | 1,00         |            |            |
|                |                   |                |              |              |            |            |
| Inscrits       | Inscrits          | Inscrits       | 32 149       | 100,00       | 32 149     | 100,00     |
| Votants        | Votants           | Votants        | 26 303       | 81,82        | 22 516     | 70,04      |
| Blancs et nuls | Blancs et nuls    | Blancs et nuls | 196          | 0,75         | 3 054      | 13,56      |
| Exprimés       | Exprimés          | Exprimés       | 26 107       | 99,25        | 19 462     | 86,44      |

*sortant